# Geolycosa forsaythi
Geolycosa forsaythi este o specie de păianjeni din genul Geolycosa, familia Lycosidae. A fost descrisă pentru prima dată de Dahl, 1908. Conform Catalogue of Life specia Geolycosa forsaythi nu are subspecii cunoscute.